# Norsko na Zimních olympijských hrách 1972
Norsko na Zimních olympijských hrách 1972 v Sapporu reprezentovalo 67 sportovců, z toho 56 mužů a 11 žen. Nejmladším účastníkem byl Toril Førland (17 let, 285 dní), nejstarším pak Magnar Solberg (35 let, 7 dní). Reprezentanti vybojovali 12 medailí, z toho 2 zlaté, 5 stříbrných a 5 bronzových.

## Medailisté
| Medaile | Jméno                                          | Sport          | Disciplína             |
| ------- | ---------------------------------------------- | -------------- | ---------------------- |
| Zlato   | Magnar Solberg                                 | Biatlon        | Muži 20 km             |
| Zlato   | Pål Tyldum                                     | Běh na lyžích  | Muži 50 km (klasicky)  |
| Stříbro | Pål Tyldum                                     | Běh na lyžích  | Muži 30 km (klasicky)  |
| Stříbro | Magne Myrmo                                    | Běh na lyžích  | Muži 50 km (klasicky)  |
| Stříbro | Oddvar Brå Pål Tyldum Ivar Formo Johs Harviken | Běh na lyžích  | Muži štafeta 4 x 10 km |
| Stříbro | Roar Grønvold                                  | Rychlobruslení | Muži 1 500 m           |
| Stříbro | Roar Grønvold                                  | Rychlobruslení | Muži 5 000 m           |
| Bronz   | Ivar Formo                                     | Běh na lyžích  | Muži 15 km (klasicky)  |
| Bronz   | Johs Harviken                                  | Běh na lyžích  | Muži 30 km (klasicky)  |
| Bronz   | Inger Aufles Aslaug Dahl Berit Mørdre Lammedal | Běh na lyžích  | Ženy štafeta 3 x 5 km  |
| Bronz   | Sten Stensen                                   | Rychlobruslení | Muži 5 000 m           |
| Bronz   | Sten Stensen                                   | Rychlobruslení | Muži 10 000 m          |